# Gulli Gillqvist
Gulli Eugenia Maria Lindström-Gillqvist, född 2 mars 1900 i Stockholm, död 29 september 1990 i Linköping, var en svensk textilkonstnär.
Hon var dotter till diversearbetaren Karl Söderberg och Ida Andersson. Hon var gift första gången med målaren Martin Lindström och andra gången med läroverksadjunkten Hilmer Gillqvist. Hon studerade vid Brunssons vävskola i Stockholm och praktiserade därefter hos Alf Munthe och Elsa Gullberg vid Libraria. Separat ställde hon ut på bland annat Ekströms konsthandel, Galerie Moderne, Konstsalong Rålambshof, Röhsska museet, Malmö museum och hon medverkade i samlingsutställningar i Paris, Stockholm och Göteborg. Bland hennes offentliga arbeten märks kyrklig textil till Carl Johans kyrka i Göteborg och Domkyrkan i Västerås. Hennes konst består av silkesbroderi och abstrakta applikationer med växter, figurer och landskapsskildringar. Lindström-Gillqvist är representerad vid Nationalmuseum, Malmö museum, Stockholms stadsmuseum och Linköpings museum. Hon är gravsatt i minneslunden på griftegården i Lilla Aska utanför Linköping.